# Jeroen Vanmulder
Jeroen Vanmulder (Halle, 26 april 1991) is een Belgische voormalige atleet, die gespecialiseerd was in het verspringen. Hij veroverde twee Belgische titels.

## Biografie
Vanmulder nam in 2010 op de tienkamp deel aan de wereldkampioenschappen voor junioren. Hij werd zeventiende. Daarna legde hij zich vooral toe op het verspringen. In 2013 werd hij Belgisch indoorkampioen in het verspringen. Hij nam dat jaar ook deel aan de Europese kampioenschappen U23, waar hij met een evenaring van zijn persoonlijk record vijfde werd. In 2014 verlengde hij zijn Belgische indoortitel. Eind 2016 stopte hij met atletiek.
Vanmulder was aangesloten bij Dilbeek AC.

## Belgische kampioenschappen
| Onderdeel          | Jaar       |
| ------------------ | ---------- |
| verspringen indoor | 2013, 2014 |

## Persoonlijke records
Outdoor
| Onderdeel   | Prestatie | Wind     | Datum             | Plaats    |
| ----------- | --------- | -------- | ----------------- | --------- |
| verspringen | 7,79 m    | +1,9 m/s | 12 september 2012 | Moeskroen |

Indoor
| Onderdeel   | Prestatie | Datum            | Plaats |
| ----------- | --------- | ---------------- | ------ |
| verspringen | 7,79 m    | 17 februari 2013 | Gent   |

## Palmares

### verspringen
- 2013:  BK indoor AC – 7,79 m
- 2013:  BK AC – 7,46 m
- 2013: 5e EK U23 in Tampere – 7,79 m
- 2014:  BK indoor AC – 7,78 m
- 2015:  BK indoor AC – 7,78 m
- 2016:  BK indoor AC – 7,68 m
- 2016:  BK AC – 7,30 m

### tienkamp
- 2010: 17e WK U20 in Moncton – 6796 p